# Omar Assar
Pour les articles homonymes, voir Assar.
Omar Assar (né le 2 juillet 1991 à Dessouk) est un pongiste égyptien. Son jeu est basé sur la variation de rythme et une grande puissance, notamment en revers. Il est sponsorisé par l'équipementier de tennis de table Butterfly et joue en double mixte avec sa compatriote Dina Meshref.

## Biographie
Il a remporté à trois reprises les championnats d'Afrique de tennis de table (en 2015, 2016 et 2021), la coupe d'Afrique et l'Open du Nigeria de tennis de table en 2014, 2015 et 2017. Il a remporté les Jeux panarabes en 2011 et les Jeux méditerranéens en simple en 2013. Il a représenté son pays lors des Jeux olympiques d'été de 2012, de 2016 et de 2020.
Aux Championnats d'Afrique de tennis de table 2021 à Yaoundé, il est médaillé d'or en simple hommes et en double mixte avec Dina Meshref.
En 2022, il s'illustre notamment en battant le Japonais Tomokazu Harimoto, alors 7e mondial, au WTT Star Contender de Budapest (3 manches à 2).
Lors des Championnats du monde de tennis de table 2023 à Durban, il atteint les quarts de finale en écartant notamment le Suédois Truls Moregard, alors 7ème mondial (Assar pointait alors à la 29e place) et vice-champion du monde en titre. Il est finalement battu en quarts par le Chinois Fan Zhendong, futur champion du monde.
Il est médaillé d'or par équipe et en double mixte aux Championnats d'Afrique de tennis de table 2023 à Radès.
En mars 2024, il remporte la médaille d'or en simple messieurs et par équipes messieurs aux Jeux africains de 2023 à Accra.
Il est médaillé d'or en simple aux Championnats d'Afrique de tennis de table 2024 à Addis-Abeba.